# Xavier Le Draoullec
Pour les articles homonymes, voir Le Draoullec.
Xavier Le Draoullec, né le 26 juillet 1961 à Paris, est un athlète handisport français.

## Biographie
Membre du 8e régiment de parachutistes d'infanterie de marine de 1979 à 1985, il marche sur une mine à Beyrouth le 3 octobre 1982 et perd sa jambe gauche ; il sera décoré de la Médaille militaire le 29 octobre 1982. Il est ensuite muté au 21e régiment d'infanterie de marine.
Il remporte aux Jeux paralympiques d'été de 2000 la médaille d'argent du relais 4x100 mètres en catégorie T46 et la médaille de bronze du relais 4x400 mètres en catégorie T46. Il réétablit la même performance aux Jeux paralympiques d'été de 2004 dans la catégorie T42-46.
Il est fait chevalier de l'Ordre national du Mérite le 22 novembre 2000, chevalier de  l'Ordre national de la Légion d'honneur le 14 février 2002, officier de l'Ordre national du Mérite le 22 octobre 2004.